# Piazza Canossa
Piazza Canossa è una delle piazze del centro storico di Mantova.

## Storia e descrizione
Piazza Matilde di Canossa si apre all'incrocio tra via Fratelli Bandiera, via Verdi e via Fernelli, e deve il suo nome alla nobile famiglia Canossa sulla quale si prospetta il palazzo di famiglia.
Su di essa si aprono storici edifici:
- chiesa della Madonna del Terremoto, edificata nel 1754 a ricordo della presunta protezione data dalla Madonna in occasione del terremoto del 1693;
- palazzo Canossa, dalle linee barocche,[1] fu costruito tra il 1659 e 1673;
- edicola in stile liberty, costruita in ferro e vetro;
- palazzo porticato a loggia, fatto costruire dai Canossa nel XVIII secolo;
- fontana in marmo.

## Piazza Canossa nel cinema
La piazza ha fatto da sfondo a numerosi film, tra questi:
- Novecento di Bernardo Bertolucci, 1976
- Domani mi sposo di Francesco Massaro, 1984
- Il portaborse di Daniele Luchetti, 1991

## Galleria d'immagini

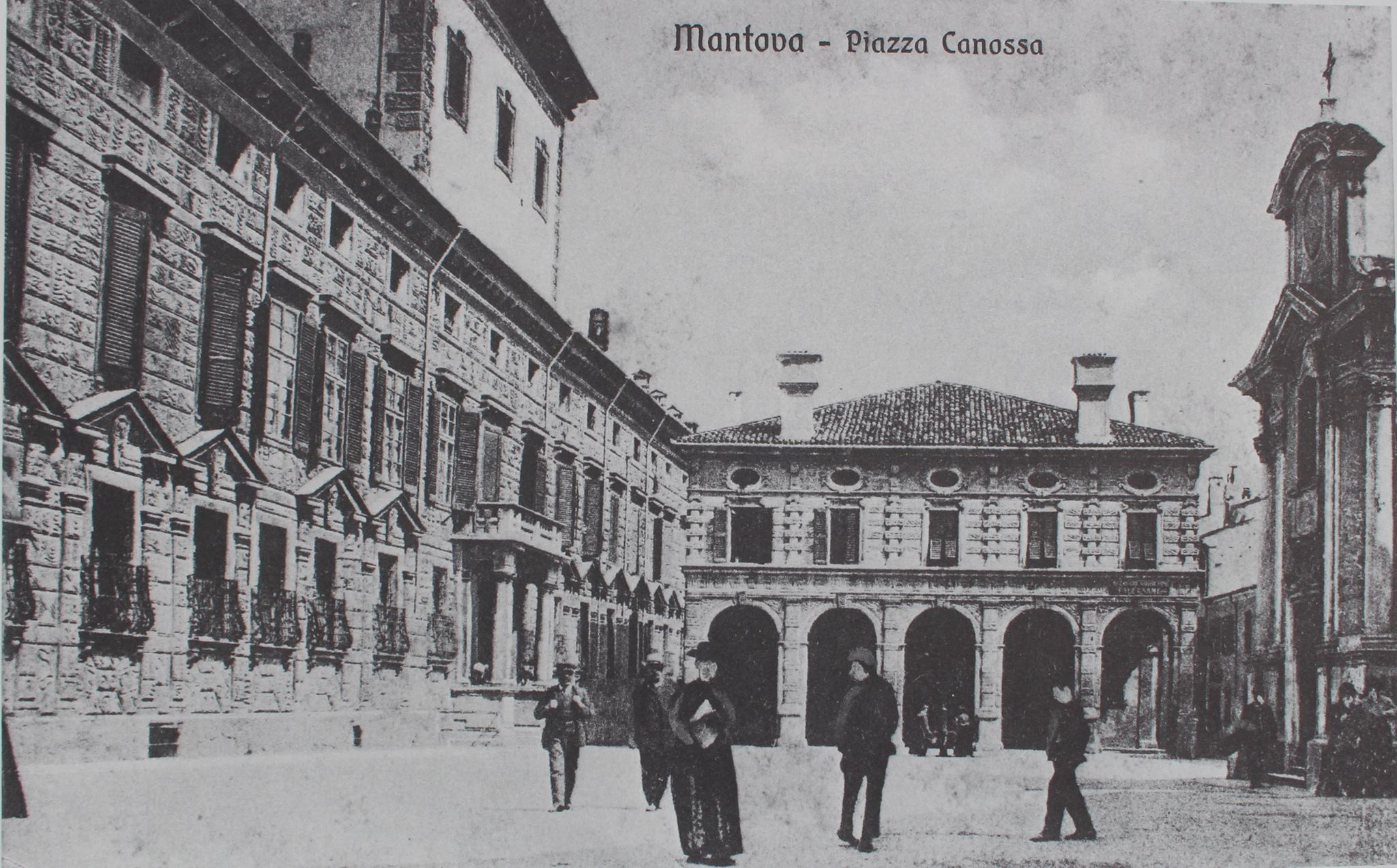
Piazza Canossa nel 1900
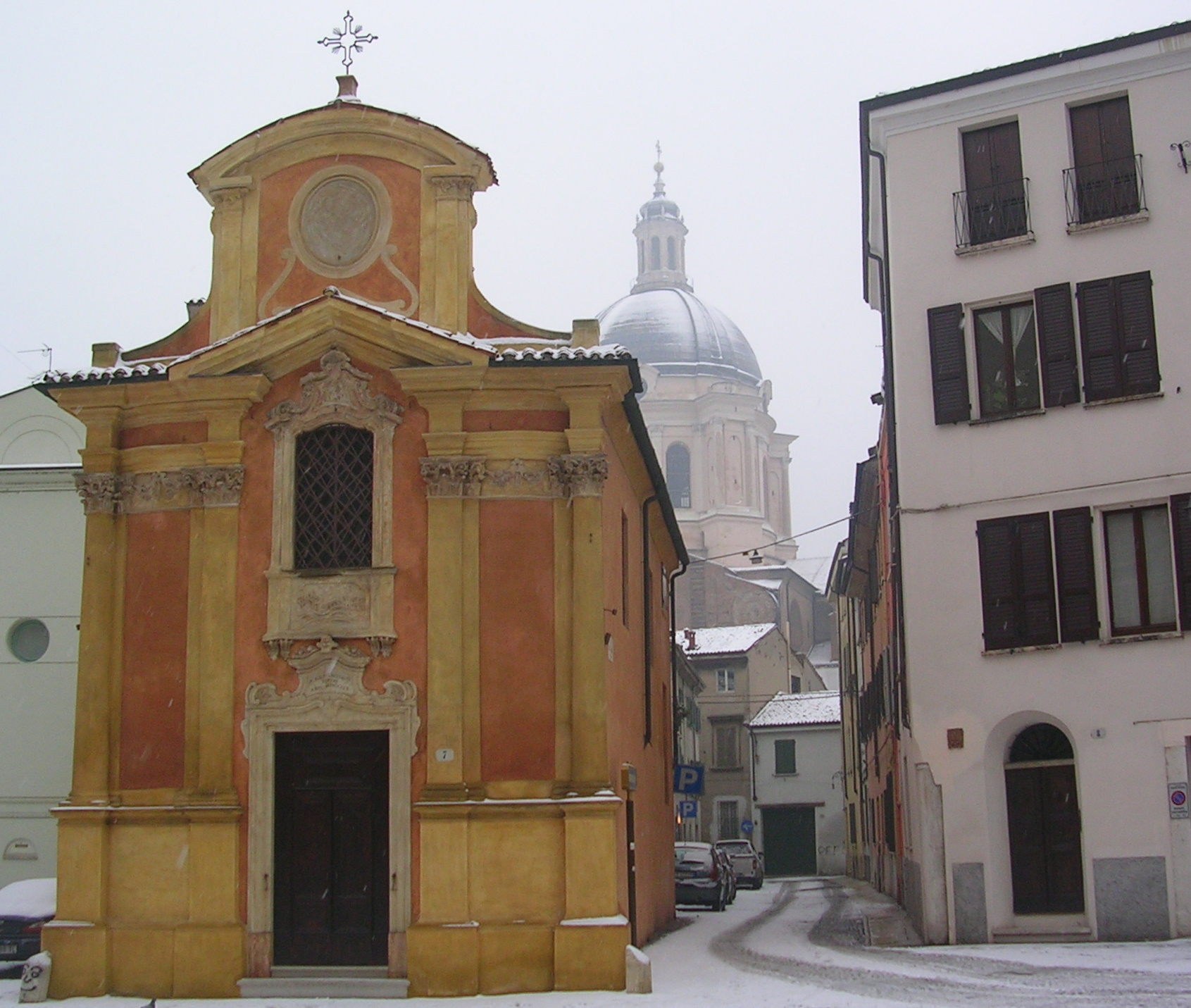
Chiesa Madonna del Terremoto
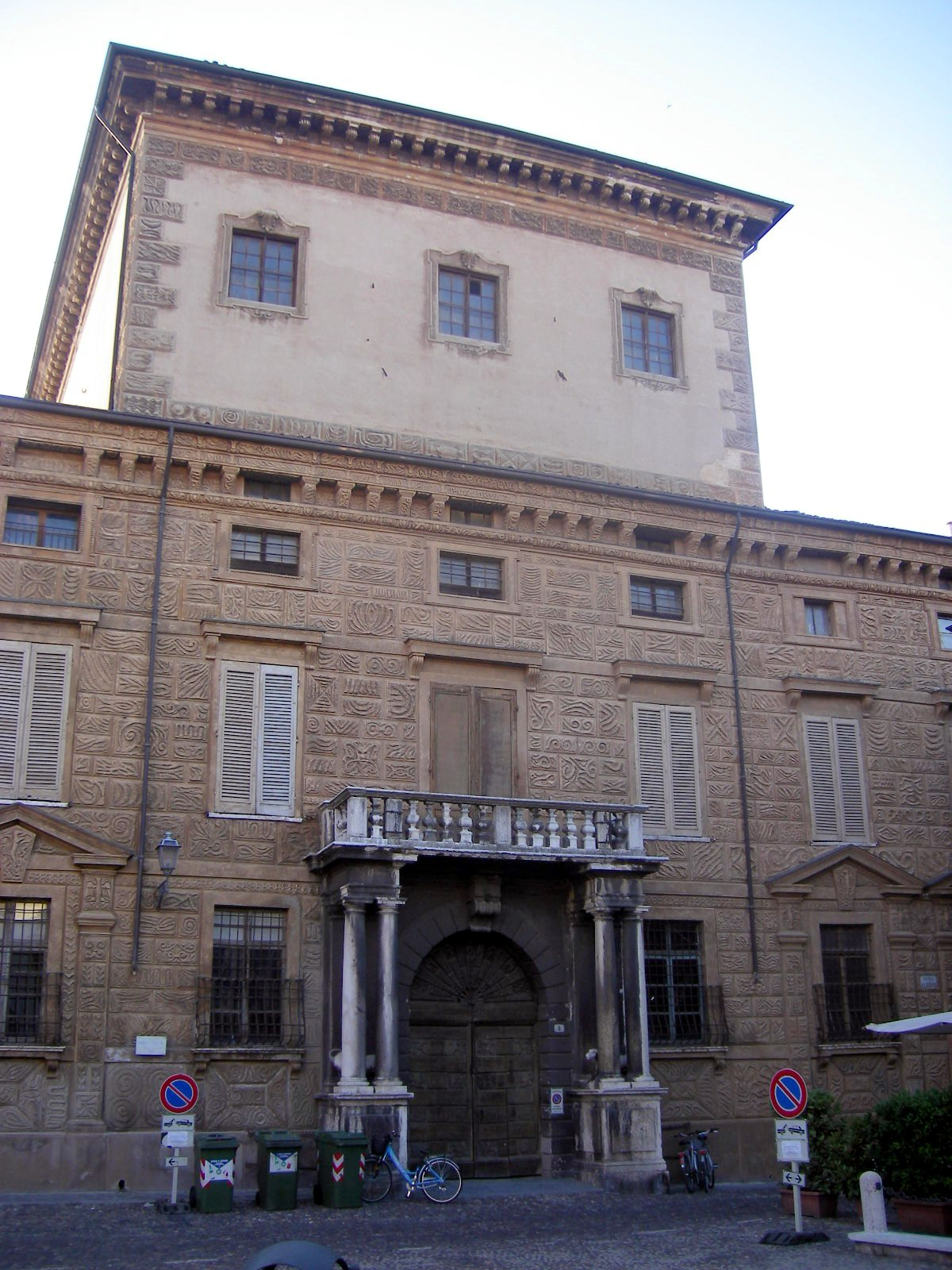
Palazzo Canossa
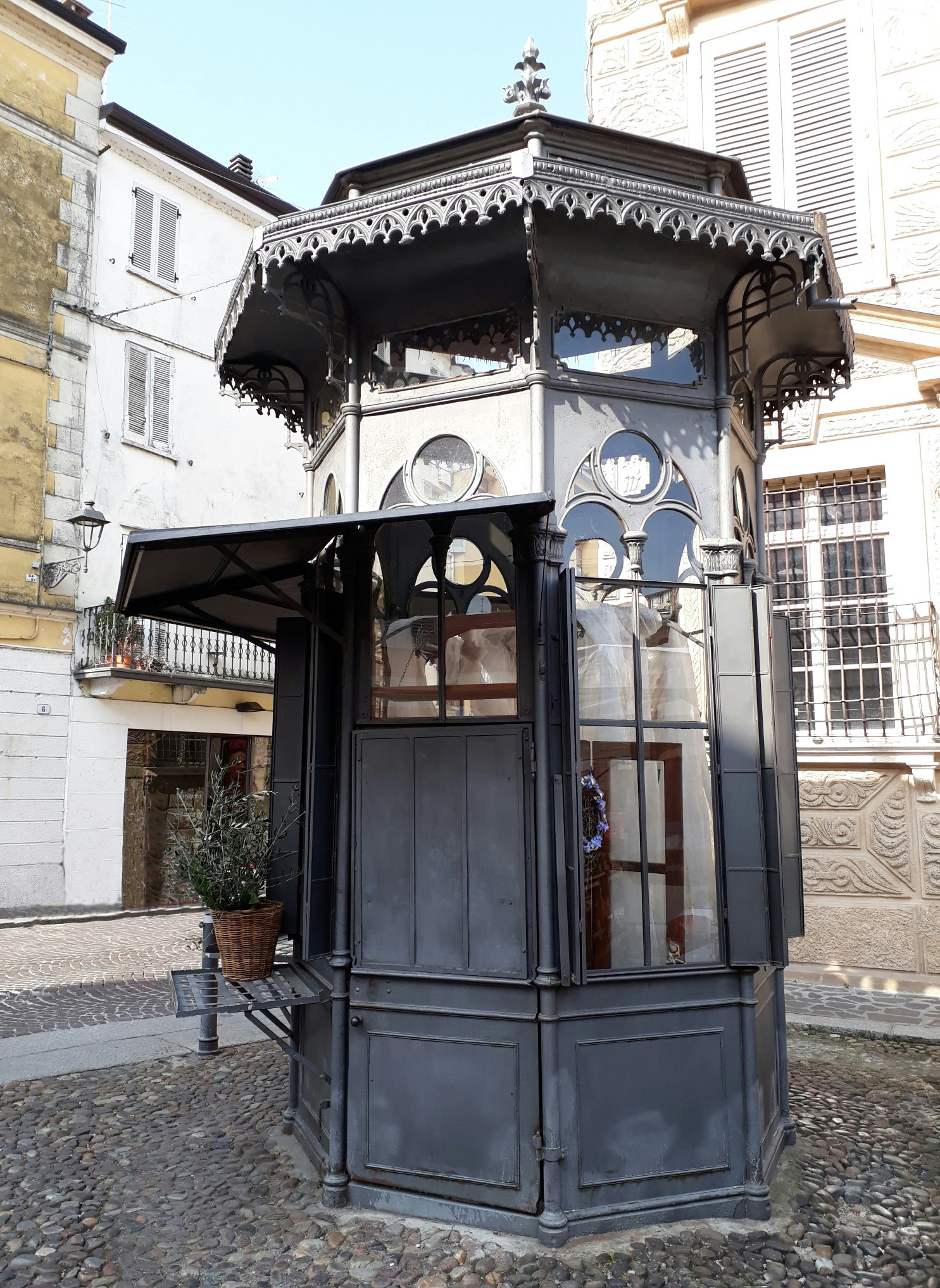
Edicola in stile liberty